# Ponanella ramula
Ponanella ramula är en insektsart som beskrevs av Delong och Bush 1971. Ponanella ramula ingår i släktet Ponanella och familjen dvärgstritar. Inga underarter finns listade i Catalogue of Life.